# Цапф, Густав Карл Юстус
Густа́в Карл Ю́стус Цапф (также Цанф; нем. Gustav Karl Justus Zapf) — российский художник-портретист, акварелист и миниатюрист. немецкого происхождения середины XIX века.
В 1838 году Императорская Академия художеств присвоила Цапфу звание свободного художника «по живописи портретной, акварельной, миниатюрной». В 1845 году он был признан «назначенным» в академики.